# Appeltak
De appeltak (Campaea margaritaria, synoniem: Campaea margartitata) is een nachtvlinder uit de familie van de spanners. De vlinder heeft een spanwijdte van 42 tot 55 millimeter en is daarmee een grote vlinder uit deze familie. Het verspreidingsgebied beslaat geheel Europa, Noord-Afrika en het Midden-Oosten.
De vlinder vliegt in twee generaties, de eerste in mei en juni en de tweede in augustus. De rups heeft verschillende loofbomen als waardplant, voorbeelden zijn eiken, berken, Prunus en meidoorns.
De winter wordt als rups doorgebracht op een tak van de waardplant waarvan de zachte bast kan worden gegeten. Begin april verpopt de appeltak om in mei de eerste generatie te leveren.

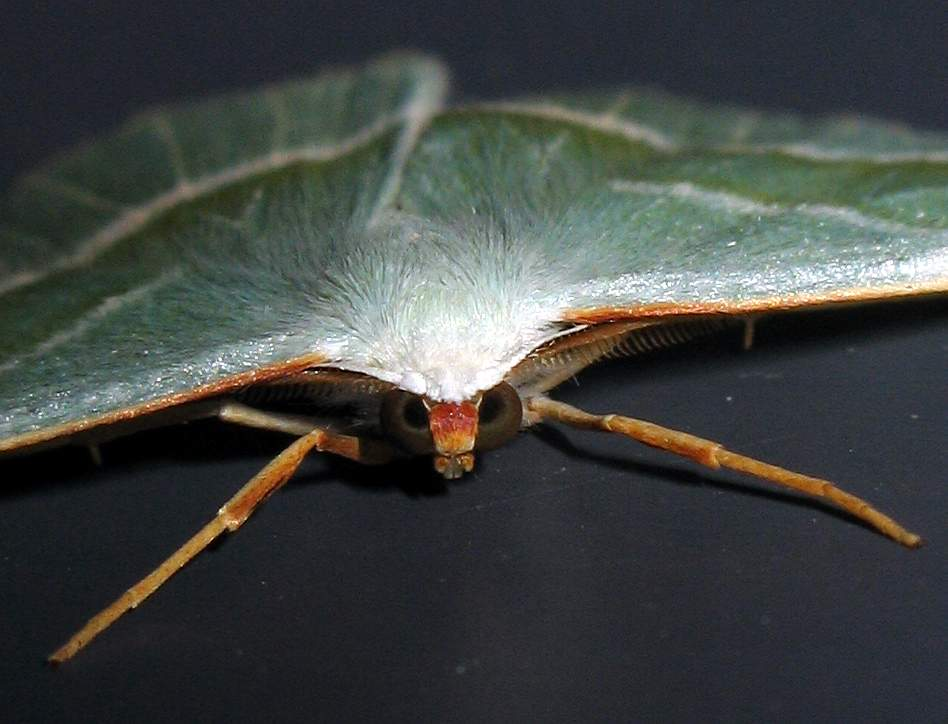